# Župnija Ljubljana - Rakovnik
Župnija Ljubljana - Rakovnik je rimskokatoliška teritorialna župnija Dekanije Ljubljana - Vič/Rakovnik Nadškofije Ljubljana. Predhodno je bila del pražupnije Sv. Petra, nato del župnije Sv. Jakoba. Župnija je od leta 1901 v upravljanju salezijanskega reda. 
Župnijska cerkev je cerkev Marije Pomočnice.